# Vladimír Syrovátka
Vladimír Syrovátka (19. června 1908 Zdolbuniv, Ruské impérium, dnes Ukrajina – 14. září 1973 Praha), zvaný Rus, byl český a československý kanoista, olympionik, který získal zlatou medaili z Olympijských her. V Berlíně 1936 vyhrál závod na 1000 m dvojic s Janem Brzákem.
Byl vyučeným leteckým konstruktérem. V roce 1929 začal závodit v oddíle vodních skautů na pražském Střeleckém ostrově na kanoích dvojic. Od počátku jezdil s Janem Brzákem. Spolu zvítězili na svém prvním startu při mistrovství Československa a zvítězili i v dalších šesti letech. V roce 1934 zvítězili na Mistrovství Evropy v Kodani na 1000 m a 10 000 m. Po olympijských hrách skončil Syrovátka s aktivní kariérou, trénoval německou, československou a švédskou reprezentaci. Vyráběl lyže pro slalom a sjezd, kterým se přezdívalo „rusovky“. Dříve než v zahraničí začal vyrábět lepené lyže s umělou skluznicí. Mezi jeho koníčky patřilo malování. Přezdívku Rus získal podle místa svého narození.